# Christian Wistrand
Christian Wistrand född Christian Eric von Liewen Wistrand 25 januari 1958 i Karlskrona, svensk producent och projektledare.
Wistrand studerade vid Dramatiska Institutets produktionsledarlinje 1982–1985.

## Producent i urval
- 1988 – Clark Kent (TV-serie)
- 1989 – Hassel – Slavhandlarna
- 1989 – Hassel – Säkra papper
- 1989 – Hassel – Terrorns finger
- 1989 – Hassel – Offren
- 1992 – Hassel – De giriga
- 1992 – Hassel – Svarta banken
- 1992 – Hassel – Botgörarna
- 1992 – Hassel – Utpressarna
- 1993 – Sunes sommar